# Keubang
Keubang is een bestuurslaag in het regentschap Pidie van de provincie Atjeh, Indonesië. Keubang telt 836 inwoners (volkstelling 2010).